# Ajinomoto
Ajinomoto je japanska tvrtka za hranu i biotehnologiju koja proizvodi začine, ulja za kuhanje, smrznutu hranu, napitke, sladila, aminokiseline i farmaceutske proizvode. AJI-NO-MOTO (味の素, „suština ukusa“) je trgovački naziv tvrtke, originalni proizvod mononatrijevog glutamata. Sjedište tvrtke je u Tokiju. Od 2017. godine Ajinomoto djeluje u 35 zemalja i zapošljava oko 32 734 ljudi. Godišnji prihod u 2018. godini kreće se oko 10,2 milijarde američkih dolara.

## Vanjske poveznice
- Službena stranica